# Јаракуј
Јаракуј (шп. Estado Yaracuy), једна је од 23 државе у Боливарској Републици Венецуели. Главни град је Сан Филипе. Ова савезна држава покрива укупну површину од 7.100 км ² и има 646.598 становника (2011).

## Географија
Географија државе Јаракуј је планинска. То је место где се завршавају Анди, а почиње приморски појас. Држава је подељена на два планинска система. Између планина лежи пољопривредно земљиште у долини реке Јаракуј. Већина градова и општина су у овој долини, укључујући и административни центар Сан Филипе.
Економија Јаракуја је углавном пољопривреда (шећерна трска, кукуруз, сточарство).

## Галерија
- Парк егзотичних биљака у Јаракују